# Czysta robota
Czysta robota (ang. No Comebacks, dosł. Bez odwrotu) – tom sensacyjnych opowiadań angielskiego pisarza Fredericka Forsytha pisanych na przestrzeni lat 70. i opublikowany drukiem w 1982 r.
Pierwsze wydanie w języku polskim w 1986 (z podtytułem Jedenaście sensacyjnych opowiadań z zaskakującą pointą), następne z lat 1991, 1993, 1994, 1996, 1997, 2008 i 2009. Tłumaczenia dokonał Stefan Wilkosz.
Oryginalne wydanie zawiera 10 opowiadań. Jedenaste pod tytułem "Pasterz" zostało opublikowane osobno w 1976.

## Charakterystyka
Każde z opowiadań stanowi zamkniętą całość. Większość dzieje się w Anglii bądź w Irlandii, w pozostałych bohaterem jest obywatel któregoś z tych państw. Narrator umiejętnie wprowadza czytelnika do sedna fabuły, pokrótce charakteryzując występujące postacie. Zakończenie jest zwykle trudne do przewidzenia.

## Streszczenia
- Czysta robota (No Comebacks)

Londyński milioner zakochuje się w kobiecie mieszkającej z mężem w Hiszpanii, która nie chce go opuścić. Bogacz po wielu staraniach dociera do płatnego zabójcy, któremu zleca zamordowanie męża. Morderca wykonuje zadanie. Pod koniec spotyka się z głównym bohaterem i mówi mu, że jedyny kłopot stanowiło to, że po zabójstwie weszła do pokoju kobieta (ukochana milionera); gdy widzi przestrach na twarzy rozmówcy, mówi mu, żeby niczego się nie obawiał, bo to była „czysta robota”, więc kobietę także zastrzelił.
- W Irlandii nie ma żmij (There are no Snakes in Ireland)

Pochodzący z Indii student medycyny znajduje w Irlandii pracę na czarno w przedsiębiorstwie rozbiórki starych budynków. Tyranizowany i pobity przez okrutnego brygadzistę obmyśla niezwykłą zemstę polegającą na wrzuceniu mu do marynarki przywiezionej z Indii bardzo jadowitej żmii. Gad jest jednak oszołomiony po podróży, więc brygadzista znalazłszy go wrzuca go do słoika myśląc, że to padalec. Po weekendzie podrzuca żmiję studentowi do posiłku i długo się śmieje widząc jego przestrach. Nie zauważa, że zostaje nagle ukąszony przez żmiję; szybko umiera, ale sekcja zwłok nie wykazuje niczego niepokojącego. Opowiadanie kończy się, gdy żmija składa jaja.
- Cesarz (The Emperor)

Skromny urzędnik bankowy tyranizowany od lat przez apodyktyczną żonę jako nagrodę od dyrekcji banku otrzymuje pobyt wakacyjny na Mauritiusie. Podczas pobytu zostaje namówiony przez kolegę do wzięcia udziału w polowaniu na wielką rybę. Podczas niego po ciężkiej walce udaje mu się schwytać wielkiego marlina, którego miejscowi z szacunkiem nazywają „Cesarzem”, ale w ostatniej chwili uwalnia rybę, czym zdobywa sobie podziw miejscowych rybaków. Po powrocie mówi zaskoczonej żonie, że się z nią rozwodzi, a kolegom, że rezygnuje z pracy w banku; a później mówi, że zamierza osiąść na Mauritiusie i zająć się organizowaniem polowań na ryby.
- "Są takie dni..." (There Are Some Days...)

Początkujący irlandzki złodziej nazwiskiem Murphy planuje z wspólnikami porwanie TIR-a przewożącego transport koniaku. Okazuje się jednak, że przez pomyłkę porwał ciężarówkę przewożącą transport nawozu do róż. Chcąc zatrzeć ślady próbuje porzucić ciężarówkę jak najdalej od miejsca porwania i jadąc zderza się z traktorem. Gdy na miejscu zjawia się policja, okazuje się, że pod transportem nawozu przemycana była broń.
- "Niewypał" (Money with Menaces)

Pracownik towarzystwa ubezpieczeniowego w średnim wieku podczas jazdy do pracy znajduje w pociągu gazetkę z ogłoszeniami prostytutek. Spotyka się z jedną z nich i niedługo potem otrzymuje telefon, że jeśli nie zapłaci szantażystom, to zdjęcia z tego spotkania otrzyma żona i dyrektor towarzystwa. Kupuje zatem kasetkę na pieniądze, którą potem odbiera szantażysta. Jakiś czas później głównego bohatera odwiedza policyjny detektyw prowadzący śledztwo w sprawie morderstwa (prostytutka i jej wspólnik zginęli od wybuchu bomby), który po rozmowie dochodzi do wniosku, że spokojny urzędnik ubezpieczeniowy nie mógł mieć nic wspólnego z zabójstwem. Główny bohater pod koniec opowiadania odbiera pamiątkową fotografię, która pokazuje, że w czasie II Wojny Światowej służył w jednostce saperów specjalizującej się w rozbrajaniu bomb lotniczych.
- Dowód rzeczowy (Used in Evidence)

Dochodzi do rozbiórki starego domku (teren ma zostać przeznaczony na parking) i eksmisji właściciela, który sprzeciwiał się pracom. Podczas burzenia odkryte zostają zwłoki kobiety. Policja zaczyna podejrzewać dotychczasowego mieszkańca o zabójstwo żony, która zniknęła 15 lat wcześniej. Śledztwo wykazuje jednak, że mordercą musiał być nieżyjący poprzedni właściciel, bo zwłoki zostały zamurowane 20 lat przed zniknięciem żony obecnego, więc policja umarza postępowanie. Pod koniec opowiadania okazuje się, że obecny właściciel też zabił swoją żonę, ale zwłoki zabetonował w fundamencie przybudówki, który został pokryty teraz asfaltem, więc nikt nie odnajdzie ciała.
- Przywilej absolutny (Privilege)

Drobny londyński biznesmen zostaje zniesławiony w reportażu przez nierzetelnego dziennikarza, przez co ponosi straty. Orientuje się, że proces o zniesławienie jest ciężki i kosztowny. Dowiaduje się jednak, że zgodnie z brytyjskim prawem oskarżony i świadek w procesie karnym nie ponosi odpowiedzialności za zniesławienie za swoje wypowiedzi podczas procesu, jak również nie ponoszą jej dziennikarze cytujący te wypowiedzi. Pewnego dnia lekko uderza dziennikarza w nos, a następnie oddaje się w ręce policji. Dzień przed rozprawą telefonuje do redakcji innych gazet opisując sytuację, a podczas niej składa oświadczenie, w którym szczegółowo opisuje nierzetelność reportera, który go zniesławił.
- Obowiązek (Duty)

Młode irlandzkie małżeństwo podczas wakacji we Francji w połowie lat 1950. nocuje w domu, którego właścicielem jest były żołnierz brytyjski z I Wojny Światowej, który po jej zakończeniu ożenił się z Francuzką i został w ojczyźnie żony. Przed odjazdem małżeństwa ujawnia on, że w 1916 r. był w plutonie egzekucyjnym, który rozstrzelał Patricka Pearse'a po stłumieniu Powstania Wielkanocnego w Dublinie.
- Dokładny człowiek (A Careful Man)

Owdowiały i bezdzietny londyński milioner śmiertelnie chory na nowotwór w testamencie zapisuje swojej siostrze i szwagrowi, z którymi pozostawał w konflikcie z powodu ich chciwości, cały swój majątek. Warunkiem otrzymania spadku jest udział obojga w pogrzebie milionera w morzu (w wielkiej i ciężkiej trumnie). Po pogrzebie okazuje się, że milioner cały majątek sprzedał i kupił za otrzymane pieniądze platynę, którą ukrył w trumnie. Spadkobiercy w tej sytuacji rezygnują ze spadku. W rzeczywistości milioner platynę potajemnie sprzedał, a otrzymane pieniądze przekazał anonimowo sierocińcowi, którego dyrektorka za część darowizny chce nabyć dawną posiadłość milionera.
- Dobra nauczka (Sharp Practice)

W 1939 r. irlandzki sędzia jedzie pociągiem do miasteczka, gdzie ma przewodniczyć rozprawie, w której oskarżony jest zawodowy szuler. Podczas podróży rozgrywa z współpodróżującym księdzem i jeszcze jednym mężczyzną kilka partii pokera; we wszystkich zwycięzcą jest ksiądz. Podczas rozprawy okazuje się, że drugi mężczyzna z pociągu to właśnie oskarżony. Okazuje się, że kiedyś grał on w pokera ze świadkiem oskarżenia i skromnym niezbyt rozgarniętym farmerem; wszystkie partie wygrał ów farmer. Sędzia uniewinnia oskarżonego stwierdzając, że nie może on być oszustem, skoro przegrał w karty jeszcze więcej niż świadek. Po rozprawie okazuje się, że ów farmer i ksiądz z pociągu to jedna osoba oraz wspólnik oskarżonego.
- Pasterz (The Shepherd)

Młody pilot myśliwski RAF-u w noc wigilijną w 1957 r. leci z Niemiec do Anglii. Nad Morzem Północnym dochodzi do awarii całego sprzętu elektrycznego (w tym radiostacji), a równocześnie rozwijająca się mgła uniemożliwia mu odnalezienie lotniska i lądowanie bez kontaktu radiowego z ziemią. Dlatego też zaczyna krążyć nad morzem, aby z ziemi przysłano mu na pomoc inny samolot zwany „pasterzem”, który ma go doprowadzić do lotniska. Gdy do końca paliwa zostaje mu kilka minut, widzi samolot Mosquito oznaczony literami JK; samolot ten przez mgłę sprowadza go na lotnisko. Po wylądowaniu okazuje się, że jest to stare lotnisko pełniące od zakończenia wojny wyłącznie rolę magazynu. Gdy telefonuje do dowództwa, okazuje się, że o jego locie z powodu świąt zapomniano i nikt nie wysyłał „pasterza”. Później w rozmowie ze starym kapralem pilot dowiaduje się, że Mosquitem oznaczonym JK latał major John Kavanagh, który pomagał dotrzeć do lotniska zagubionym samolotom, i który zaginął w Wigilię w 1943 r.